# Dave McAuley
Dave McAuley est un boxeur britannique né le 15 juin 1961 à Larne en Irlande du Nord.

## Carrière sportive
Passé professionnel en 1983, il devient champion britannique des poids mouches en 1986 puis échoue par deux fois en championnat du monde face à Fidel Bassa, détenteur de la ceinture WBA. McAuley remporte toutefois le titre de champion du monde IBF de la catégorie le 7 juin 1989 après sa victoire aux points contre Duke McKenzie. Il défend victorieusement sa ceinture à 6 reprises avant de perdre face à Rodolfo Blanco le 11 juin 1992. Il met un terme à sa carrière après ce combat sur un bilan de 18 victoires, 3 défaites et 2 matchs nuls. 